# IPad Pro (5‑го покоління)
iPad Pro (5-го покоління) (укр. айпа́д про або айпе́д про) — серія планшетних комп'ютерів від компанії Apple Inc. Дві моделі було анонсовано на пресконференції Apple Event 20 квітня 2021 року, з такими самими конфігураціями розміру екрану, як і в попередньому поколінні: 11-дюймів (28см) і 12.9-дюймів (33 см). Попереднє замовлення розпочалося 30 квітня 2021 року, випуск продукту відбувся 21 травня 2021 року. Доступний у двох кольорах: сірий та космічно-сірий.
У порівнянні з попереднім поколінням, iPad Pro 2021 отримав низку нових функцій та оновлення апаратної частини. Дана модель комплектується чипом Apple M1, підтримує стандарт 5G (у моделях зі стільниковим зв'язком), підтримує стандарти Thunderbolt 3 і USB4, також старша модель отримала новий mini LED Liquid Retina XDR дисплей.

## Історія
В очікуванні виходу iPad Pro 2021 техспільнота обговорювала чи буде iPad Pro 5-го покоління використовувати M1 або гіпотетичний чип A14X. Після того, як Apple оголосила, що буде використовувати M1, з'явилися припущення, що iPad врешті-решт зможе запустити macOS, але цього не сталося.

## Дизайн
Дизайн планшету практично ідентичний до його попередника з незначними відмінностями у вазі та габаритах. Вага 12,9-дюймової моделі зросла з 641 граму до 682 грам, тоді як вага 11-дюймової версії зменшилась з 471 граму до 466 грамів. iPad Pro 2021 сумісний з Apple Pencil 2-го покоління. Незважаючи на те, що обидві моделі сумісні із Magic Keyboard, Apple розробила нову клавіатуру для 12,9-дюймової моделі через зміну її товщини.
iPad Pro використовує 100 % перероблені запаси алюмінію та корисних копалин.

## Характеристики

### Апаратне забезпечення
iPad Pro 5-го покоління першим у лінійці iPad не використовує процесор серії A, натомість основою нового покоління став чип Apple M1. M1 має 8-ядерний процесор, чотири високопродуктивні ядра та чотири енергоефективні, також дана модель має 8-ядеррний графічний та 16-ядерний нейронний процесор. Версія Cellular підтримує mmWave 5G, який забезпечує швидкість до 4 Гбіт/с. Варіанти внутрішньої пам'яті включають 128 ГБ, 256 ГБ, 512 ГБ, 1 ТБ та 2 ТБ. Версії 128, 256 та 512 ГБ комплектуються 8 ГБ оперативної пам'яті, тоді як версії 1 і 2 ТБ комплектуються 16 ГБ оперативної пам'яті.
iPad Pro 2021 (5-го покоління) також є першим планшетом у лінійці iPad, який підтримує Thunderbolt 3 та USB4 через порт USB-C. Порт USB-C здатний передавати дані зі швидкістю до 40 Гбіт/с і може використовуватися для підключення зовнішніх дисплеїв, таких як Pro Display XDR.

### Дисплей
У 11-дюймовій моделі використовується рідкокристалічний дисплей з максимальною яскравістю в 600 нт, ідентичний 11-дюймовій моделі 3-го та 4-го поколінь, тоді як 12,9-дюймовий iPad Pro оснащений міні-світлодіодним HDR-дисплеєм під назвою Liquid Retina XDR з коефіцієнтом контрастності 1 000 000: 1, яскравістю 1000 нт і піковою яскравістю 1600 нт (HDR). Обидві моделі підтримують True Tone, адаптивну частоту оновлення 120 Гц ProMotion та широку колірну гаму P3.

### Камери
12,9-дюймові та 11-дюймові моделі мають задній блок камер, який складається з 12-мегапіксельної камери з діафрагмою ƒ/1,8 та ще однієї ультраширокої камери з роздільною здатністю 10 Мп з діафрагмою ƒ/2,4 та полем огляду 125º. Спалах отримав більшу яскравість з технологією True Tone.
Обидві моделі оснащені ультраширокою фронтальною камерою на 12 Мп з полем огляду 122º. Нова камера включає функцію під назвою «Central Stage», яка автоматично керує камерою так щоб, утримувати людей у центрі екрана під час переміщення протягом відеодзвінка. Запис відео відбувається у форматі 4K, або нижче, зі швидкістю 60 кадрів в секунду (лише для широкої камери). Усі камери оснащені Smart HDR 3, тією ж технологією HDR, що і в iPhone 12 серії.

### Датчики
Система датчиків не змінилася. До її складу входять: Face ID, лідар, тривісний гіроскоп, акселерометр, барометр та датчик навколишнього освітлення.

### Програмне забезпечення
iPad Pro п'ятого покоління поставляється з iPadOS 14. 20 вересня 2021 року з'явиться можливість оновити версію програмного забезпечення до iPadOS 15.
Техспільноти Apple припускали, що платформи iPad та Mac об'єднаються після випуску iPad Pro п'ятого покоління, що дозволить планшету працювати з macOS. Керівник Apple спростував ці чутки.
Незважаючи на те, що iPad Pro має до 16 ГБ оперативної пам'яті, окремі програми обмежені операційною системою так, що вони можуть використовувати лише 5 ГБ оперативної пам'яті.

## Відгуки
Моделі 2021 року отримали різні відгуки. Дехто стверджував, що попередня модель процесора була і так достатньо потужна, і проблема полягає в обмеженості iPadOS 15, а також у відсутності професійних програм, які доступні на macOS. Окрім цього експерти розкритикували розміщення камери, оскільки таке розташування, на їхню думку, не є зручним для проведення відеоконференцій. The Verge високо оцінила новий mini LED дисплей та покращені камери, але розкритикувала відсутність підтримки багатьох облікових записів на одному пристрої, як у macOS.